# Theater im Zimmer Berlin
Das Theater im Zimmer Berlin wurde 1985 von Nikolaus Timm in Anlehnung an das gleichnamige Theater im Zimmer Hamburg gegründet. Das Theater hatte kein festes Ensemble, sondern gab Schauspielern oder Regisseuren eine Chance. Nikolaus Timm war gleichzeitig Intendant, Regisseur und Schauspieler. Tatkräftige Unterstützung fand er später bei Karlheinz Scholz. Gespielt wurde an verschiedenen Orten der Stadt, hauptsächlich im damaligen Atelier Internationale Kunst, sowohl in einem Café und einer Diskothek. Auch nahm das Theater 1987 am Berliner Theatertreffen auf der Bühne der Kassenhalle mit Szenen aus „Der schöne Teilnahmslose“ und „Die Lästerballaden des François Villon“ teil.
Das Eröffnungsstück „1=1=1, oder warum ich“ von Erika Las wurde 1985 uraufgeführt und 1990 fand die letzte Uraufführung mit dem Stück „Göttliche Sündphonie“ von Pamela Czapla statt. Zu den Höhepunkten zählten die Inszenierungen: „Piaf“ mit Isa Hochgerner, „Der schöne Teilnahmslose“, Harold Pinters Stück „Noch einen letzten“ und „Ein Gespräch im Hause Stein über den abwesenden Herrn von Goethe“ mit Monica Gruber, welche 1991 vom ZDF/3Sat verfilmt und 1992 in drei Teilen von 3sat ausgestrahlt wurde. Vor seinem Tod 1994 schrieb er noch eine  Komödie „Wir Frauen unter uns“, welche er nicht mehr zur Aufführung bringen konnte.

## Schauspieler
- Iris Artajo
- Cyrill Berndt
- Isa Hochgerner
- Leon Düvel
- Nicola Fischer
- Monica Gruber
- Emilio De Marchi
- Karl Maslo
- Ulrike A. Pollay
- Angela Ringer
- Heike Schalk
- Nikolaus Timm

## Regisseure
- Hans Otto Zimmermann
- Nikolaus Timm
- Pamela Czapla